# 阿尔伯特·约翰逊 (犯罪嫌疑人)
阿尔伯特·约翰逊（英語：Albert Johnson，1890年代—1932年2月17日）是一个已被击毙的犯罪嫌疑人的化名，最早的记录来自1931年7月，当时骑警埃德加·米伦（Edgar Millen）在麦克弗森堡见到阿尔伯特·约翰逊，该人操外地口音。后来阿尔伯特·约翰逊在马更些河搭建了一个木屋。1931年12月，附近的阿克拉维克的居民发现约翰逊到来后他们捕兽夹子被动过，因此向骑警投诉。此后多名当地警察曾到达木屋寻找约翰逊，约翰逊均拒绝开门。警方强行开门后约翰逊对警察枪击，造成一名警察受伤。此后警方尝试用炸药炸毁木屋，约翰逊进入地窖中和警方对峙15小时。1932年1月14日警方又派21人追踪约翰逊，约翰逊一度开枪把埃德加·米伦打死。由于警方无法翻过理查森山脉，因此寻求曾参加一战的飞行员沃普·梅帮助。2月17日，阿尔伯特·约翰逊被打死。在3天中，约翰逊共跑了137公里。相关故事后来被改编为电影《雪岭过江龙》。